# Cuenca (Batangas)
Cuenca è una municipalità di quarta classe delle Filippine, situata nella Provincia di Batangas, nella Regione del Calabarzon.
Cuenca è formata da 21 baranggay:
- Balagbag
- Barangay 1 (Pob.)
- Barangay 2 (Pob.)
- Barangay 3 (Pob.)
- Barangay 4 (Pob.)
- Barangay 5 (Pob.)
- Barangay 6 (Pob.)
- Barangay 7 (Pob.)
- Barangay 8 (Pob.)
- Bungahan
- Calumayin
- Dalipit East
- Dalipit West
- Dita
- Don Juan
- Emmanuel
- Ibabao
- Labac
- Pinagkaisahan
- San Felipe
- San Isidro